# Померанские балты
Померанские балты (лит. Pomeranijos baltai, Pamario baltai, латыш. Pomerānijas balti) — западные балтийские племена, населявшие в начале и середине Бронзового века территорию Померании (Поморья), современную территорию северной Польши и восточную часть современной северной Германии (вплоть до датской Ютландии). 
Самые старые предметы быта, которыми пользовались померанские балты, датируются приблизительно 1500 годом до нашей эры.
Согласно исследователю Марии Гимбутас, померанские балты населяли не только одну Померанию, но также расселялись по берегам Вислы и Одера вплоть до территории Силезии (до границ лужицкой культуры). 
В I—V веках нашей эры померанские балты были изгнаны германскими племенами и ушли на восток, а некоторая часть тут живших балтов была постепенно ассимилирована, как показывают сохранившиеся до наших дней гидронимы и топонимы — по мнению исследователя Германа Шалля, следы пребывания балтов в Померании сохранились и по сей день, поскольку названия некоторых географических объектов Померании имеют чисто балтийское происхождение. 
Вероятно, некоторые из померанских балтов стали предками пруссов.
Исследования западного ареала проживания балтов проводили ученые: Krahe (1943), Schall (1962—1970), Топоров (1966), Udolph (1999—2011) , а также Орел В.Э. , и Андрей Пауль , 